# Blériot 5190
Pour les articles homonymes, voir Blériot.
Dimensions
Le Blériot 5190 était un grand hydravion à coque transatlantique de transport postal, construit dans les années 1930 en France par Blériot sur commande du gouvernement français pour convoyer le courrier entre la France et l’Amérique du Sud.